# Uropeltidae
Uropeltidae (tên thường gọi tiếng Anh là shield-tailed snakes, "rắn đuôi khiên") là một họ rắn không độc, đào hang, mang nhiều nét nguyên thủy, đặc hữu nam Ấn Độ và Sri Lanka. Tên họ này ghép từ hai từ tiếng Hy Lạp: ura (οὐρά, "đuôi") và pelte (πέλτη, "khiên"), chỉ tấm keratin cứng ở chóp đuôi. Họ này gồm 7 hay 8 chi (tùy theo việc Teretrurus rhodogaster nằm trong chi riêng hay gộp vào Brachyophidium). Họ này có hơn 50 loài. Ta chưa biết rõ về độ đa dạng, đặc điểm sinh học và lịch sử tự nhiên của những loài rắn này.

## Mô tả

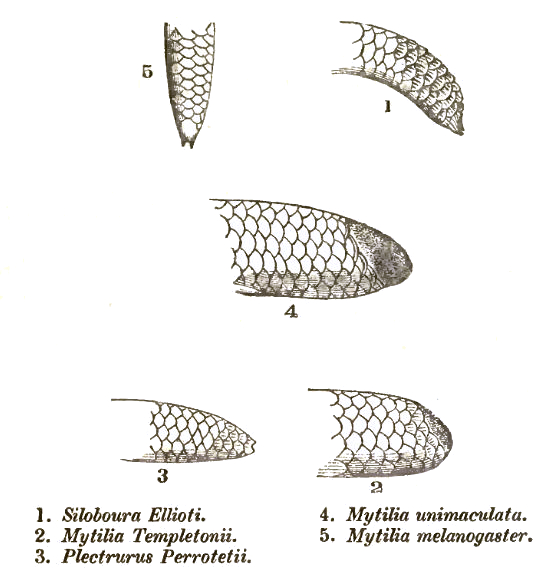
Đuôi Uropeltidae

Đây là những loài rắn nhỏ, con trưởng thành đạt chiều dài 20–75 cm. Chúng thích nghi với lối sống trong hang, biểu hiện rõ ở hình thái của chúng. Hộp sọ nguyên thủy, với xương vuông ngắn, thẳng đứng và hàm kém linh hoạt; trên hàm dưới vẫn còn xương mỏm vẹt (coronoid bone). Không có xương ổ mắt; mắt nhỏ, thoái hóa, không phủ màn mắt (brille). Tuy vậy, xương chậu và chi sau, hai đặc điểm nguyên thủy, đều đã tiêu biến trong họ này. Cơ thể hình trụ dài, phủ vảy bóng.

## Hành vi và lịch sử tự nhiên
Ta không biết gì mấy về lịch sử tự nhiên nhiều loài Uropeltidae. Nghiên cứu thực địa cho thấy nhiều loài sống ở hang bắt buộc và trong đêm mưa có lúc trồi lên mặt đất. Chúng có vẻ ưa lớp đất mặt giàu mùn, hiếm khi đào sâu hơn.
Khi bị loài ăn thịt tiếp cận, chúng không cắn như những loài rắn khác mà quấn người thành trái cầu và giấu đầu dưới thân. Chúng có thể đâm kẻ dịch bằng chóp đuôi, dù việc này nói chung vô hại. Mặt lưng thường có màu tối, sậm nhưng ngược lại mặt bụng lại có màu sáng (đỏ, vàng, vân vân) nhằm hù dọa kẻ địch khi chúng ngửa bụng lên.

## Phân bố địa ý
Chúng sống ở Nam Ấn Độ và Sri Lanka. Ở Ấn Độ, chúng có mặt ở vùng đồi Ghats Tây là chính. Ở Sri Lanka, chúng sống tại nhiều sinh cảnh, gồm cả vùng khô cằn và đồng bằng.